# Anders Andersson i Skäringby
Anders Andersson (i riksdagen kallad Andersson i Skäringby), född 21 mars 1751 i Hargs församling, Stockholms län, död 16 december 1835 i Knutby församling, Stockholms län, var en svensk riksdagsman i bondeståndet.
Andersson företrädde Närdinghundra härad av Stockholms län vid riksdagen 1809–1810.